# كيم كيهون
كيم كيهون (بالكورية: 김기훈)‏ هو لاعب أولمبي لرياضة التزلج السريع للمسافات القصيرة من كوريا الجنوبية. شارك في الأولمبياد الشتوي في 1992–1994، وفاز بما مجموعه 3 ميداليات.

## الميداليات
| ذهب | فضة | برونز | المجموع |
| 3   | 0   | 0     | 3       |

## روابط خارجية
- كيم كيهون على موقع IMDb (الإنجليزية)
- كيم كيهون على موقع أوليمبيديا (الإنجليزية)